# Baia Brandy
La baia Brandy è una baia quasi totalmente ricoperta di ghiaccio e larga circa 4 km, in direzione sudovest-nordest, situata sulla costa dell'isola di James Ross, davanti alla costa orientale della penisola Trinity, l'estremità settentrionale della Terra di Graham, in Antartide. La baia, nelle cui acque si gettano i diversi corsi d'acqua che rigano le pianure Abernethy, si trova in particolare nella parte nord-occidentale dell'isola, dove la sua entrata è delimitata da punta San Carlos, a sud-ovest, e punta Bibby, a nord-est.

## Storia
Così come l'intera isola di James Ross, la baia Brandy è stata cartografata per la prima volta nel corso della Spedizione Antartica Svedese, condotta dal 1901 al 1904 al comando di Otto Nordenskjöld, tuttavia, in seguito alle ricognizioni effettuate in quest'area nel 1945-61 dal British Antarctic Survey, allora chiamato "Falklands Islands Dependencies Survey", essa è stata così battezzata dal Comitato britannico per i toponimi antartici in associazione con il brandy in virtù di un episodio accaduto nei pressi della baia nel 1952, quando gli esploratori del FIDS si interrogarono sulla possibilità di usare il brandy medicinale come disinfettante per il morso di un cane.